# 伊号第二百一潜水艦
伊号第二百一潜水艦（いごうだいにひゃくいちせんすいかん）は、日本海軍の潜水艦。伊二百一型潜水艦の1番艦。太平洋戦争末期に竣工したが訓練に終始し、戦後アメリカに引き渡された。

## 艦歴
マル戦計画の潜水艦高、第4501号艦型の1番艦、仮称艦名第4501号艦として計画。
1944年3月1日、呉海軍工廠で起工。6月20日、伊号第二百一潜水艦と命名されて本籍を呉鎮守府と仮定し、伊二百一型潜水艦の1番艦に定められる。7月22日進水し、本籍を呉鎮守府に定められる。8月8日、艤装員事務所を呉海軍工廠内に設置し事務を開始。
1945年2月2日竣工し、役務を呉鎮守府練習兼警備潜水艦に定められ、呉潜水戦隊第三十三潜水隊に編入。8日、大竹へ回航。13日から伊予灘で訓練に従事。24日、呉に帰投。
3月8日から伊予灘で訓練に従事。11日、呉に帰投。4月30日まで呉に在泊。
4月15日、第三十三潜水隊から除かれ、第六艦隊第十一潜水戦隊に編入。30日から伊予灘で訓練に従事。
5月、訓令による魚雷発射実験に従事。19日、呉に帰投。5月30日、訓令実験終了後の舞鶴回航を指示される。
6月4日、長鯨、伊号第373潜水艦とともに舞鶴着。以後、舞鶴を基地として訓練に従事。15日、第六艦隊第三十四潜水隊に編入。
8月15日、第三十四潜水隊が解隊され、第六艦隊第十五潜水隊に編入。終戦時は舞鶴に所在。11月30日、海軍省の廃止に伴い除籍。
1946年1月12日、ハワイへ向け佐世保を出港。ハワイでアメリカ海軍により調査され、調査終了後の3月、オアフ島沖でアメリカ潜水艦カイマンの実艦的として撃沈処分された。

## 潜水艦長
艤装員長
1. 坂本金美 少佐：1944年8月1日[19] - 1945年2月2日[20]

潜水艦長
1. 坂本金美 少佐：1945年2月2日[20] - 1945年11月10日[21]